# 井原鐵道
井原鐵道株式會社（日语：／）是一家總部位於岡山縣井原市的第三部門鐵道鐵路公司，經營有連接岡山縣和廣島縣的井原線。
其股東除除了岡山縣政府、廣島縣政府和沿線的市町村公所外，此區域內的一些企業、交通運輸公司，例如鞆鐵道和中國巴士等也有出資參與。

## 歷史
為了讓在1980年停止興建的國鐵井原線繼續動工，包括岡山縣政府、廣島縣政府及沿途的行政區劃政府決定共同出資設立井原鐵道，並促成井原線工程於1987年繼續動工；井原線最終也在1999年1月11日開始營運。。2003年導入上下分離方式。
2005年由於「以地區主導進行活用車站和開發，以及促進地域交流事業」，得到第4屆「日本鐵道賞」（「為了地域活性化貢獻，創立了有個性的車站」部門）。

## 路線
| 中文線名 | 日文線名 | 起點 | 終點 | 距離（公里） |
| -------- | -------- | ---- | ---- | ------------ |
| 井原線   |          | 總社 | 神邊 | 41.7         |

在井原線的全線路段中，總社至清音之間的3.4公里是與伯備線的共用區間，在該路段JR西日本是第1種鐵道事業者，井原鐵道是第2種鐵道事業者。另外，在早上、中午和傍晚各有1班列車班次從神邊站直通JR福鹽線，可至福山站往返。

## 車輛
- IRT355形（日语：井原鉄道IRT355形気動車） - 該型號再可細分為0番台（基本番台）、100番台和200番台。

## 車資
成人普通旅客車費（兒童半價，未滿10日圓部分，進位至10日圓）。於2019年10月1日修訂。
另外，井原線部分列車會在東端的清音站折返。若需要在清音站中間閘口轉乘伯備線列車，需要額外計算車費。
| 公里數        | 車費（日圓） |
| ------------- | ------------ |
| 初乘1 - 3公里 | 210          |
| 4 - 6         | 280          |
| 7 - 9         | 360          |
| 10 - 12       | 430          |
| 13 - 15       | 500          |
| 16 - 19       | 590          |
| 20 - 23       | 670          |
| 24 - 27       | 750          |
| 28 - 31       | 840          |
| 32 - 36       | 930          |
| 36 - 41       | 1,030        |
| 42            | 1,120        |
特定車資
在JR西日本伯備線共用路段中的總社站至清音站之間，使用下表的特定車費（兒童半價，未滿10日圓部分，進位至10日圓，於2019年10月1日修訂）。這是由於在該區間中，兩間公司的車資（JR190日圓，井原鐵道280日圓）中，使用較便宜的車資計算。
另外，在該區間搭乘井原鐵道井原線列車時，不可使用由JR發行途經伯備線的定期票、回数券、青春18車票和特別企劃車票（「吉備之國到處出去通票」等於井原鐵道有效區間車票除外）、股東優待優惠車票和ICOCA。
| 特定區間    | 公里數 | 車費（日圓） |
| ----------- | ------ | ------------ |
| 總社 - 清音 | 4      | 190          |
車資計算上的特例
| 區間 | 車站計算方法                                         |
| --- | ---------------------------------------------------- |
| 備前三門站 - 東總社站之間各站 - （吉備線 - 總社站 - 伯備線、井原線） - 川邊宿站 - 神邊站之間各站                                               | 以總社站為邊界，計算兩間公司的車費的總和             |
| 豪溪站或更遠各站 - （伯備線 - 總社站 - 伯備線、井原線） - 清音站之間                                                                           | 使用JR車費系統                                       |
| 備前三門站 - 東總社站之間的各站 - （吉備線 - 總社站 - 伯備線、井原線） - 清音站之間                                                            | 使用JR車費系統                                       |
| 總社站至清音站之間 | 使用兩間公司的車費，然後採用較平宜的車費（特定車費） |
| 總社站至清音站之間各站 - 川邊宿站 - 神邊站之間各站                                                                                             | 使用井原鐵道車費系統                                 |
| 新見站 - 豪溪站之間各站 - （伯備線 - 總社站 - 伯備線、井原線） - 川邊宿站 - 神邊站之間各站                                                     | 以清音為邊界，計算兩間公司的車費的總和               |
| 大阪市內 - （東海道本線、山陽本線、赤穗線） - 岡山站 - 倉敷站之間各站 - （伯備線 - 清音站） - 川邊宿站 - 神邊站之間各站                        | 以清音為邊界，計算兩間公司的車費的總和               |
| 津山站 - 岡山站 - 倉敷站之間各站 - （伯備線 - 清音站） - 川邊宿站 - 神邊站之間各站                                                             | 以清音為邊界，計算兩間公司的車費的總和               |
| 宇野站 - 茶屋町站 - 岡山站 - 倉敷站之間各站 - （伯備線 - 清音站） - 川邊宿站 - 神邊站之間各站                                                  | 以清音為邊界，計算兩間公司的車費的總和               |
| 兒島站 - 茶屋町站 - 岡山站 - 倉敷站之間各站 - （伯備線 - 清音站） - 川邊宿站 - 神邊站之間各站                                                  | 以清音為邊界，計算兩間公司的車費的總和               |
| 廣島站（包括「廣島市內」車站） - （山陽本線、吳線） - 福山站 - （山陽本線） - 倉敷站之間各站 - （伯備線 - 清音站） - 川邊宿站 - 神邊站之間各站 | 以清音為邊界，計算兩間公司的車費的總和               |
| 總社站 - 清音站 - 神邊站之間各站 - （福鹽線） - 府中站                                                                                         | 以神邊為邊界，計算兩間公司的車費的總和               |
| 總社站 - 清音站 - 神邊站之間各站 - （福鹽線） - 福山站 - （山陽本線、吳線） - 廣島站                                                           | 以神邊為邊界，計算兩間公司的車費的總和               |
| 總社站 - 清音站 - 神邊站之間各站 - （福鹽線） - 福山站 - （山陽本線） - 倉敷站 - 岡山站 - 大阪市內各站                                         | 以神邊為邊界，計算兩間公司的車費的總和               |
| 區間 | 車站計算方法                                                         |
| --- | -------------------------------------------------------------------- |
| 備前三門站 - 東總社站之間各站 - （吉備線 - 總社站 - 伯備線、井原線） - 川邊宿站 - 神邊站之間各站                                 | 以總社為邊界，計算兩間公司的車費的總和                               |
| 豪溪站或更遠車站 - （伯備線 - 總社站 - 伯備線、井原線） - 清音站之間                                                             | 使用JR車費系統                                                       |
| 備前三門站 - 東總社站之間各站 - （吉備線 - 總社站 - 伯備線、井原線） - 清音站之間                                                | 使用JR車費系統                                                       |
| 總社站至清音站之間 | 使用兩間公司的車費，然後採用較平宜的車費（特定車費）                 |
| 總社站 - 清音站之間各站 - 川邊宿站 - 神邊站之間各站                                                                              | 使用井原鐵道車費系統                                                 |
| 新見站 - 豪溪站之間各站 - （伯備線 - 總社站 - 伯備線、井原線） - 川邊宿站 - 神邊站之間各站                                       | 以清音為邊界，計算兩間公司的車費的總和                               |
| 三石站 - （山陽本線） - 岡山站 - 倉敷站之間各站 - （伯備線 - 清音站） - 川邊宿站 - 神邊站之間各站                                | 以清音為邊界，計算兩間公司的車費的總和                               |
| 寒河站 - （赤穗線、山陽本線） - 岡山站 - 倉敷站之間各站 - （伯備線 - 清音站） - 川邊宿站 - 神邊站之間各站                        | 以清音為邊界，計算兩間公司的車費的總和                               |
| 津山站 - 岡山站 - 倉敷站之間各站 - （伯備線 - 清音站） - 川邊宿站 - 神邊站之間各站                                               | 以清音為邊界，計算兩間公司的車費的總和                               |
| 宇野站 - 茶屋町站 - 岡山站 - 倉敷站之間各站 - （伯備線 - 清音站） - 川邊宿站 - 神邊站之間各站                                    | 以清音為邊界，計算兩間公司的車費的總和                               |
| 兒島站 - 茶屋町站 - 岡山站 - 倉敷站之間各站 - （伯備線 - 清音站） - 川邊宿站 - 神邊站之間各站                                    | 以清音為邊界，計算兩間公司的車費的總和                               |
| 糸崎站 - 福山站 - （山陽本線） - 倉敷站之間各站 - （伯備線 - 清音站） - 川邊宿站 - 神邊站之間各站                                | 以清音為邊界，計算兩間公司的車費的總和                               |
| 三菱自工前站 - （水島臨海鐵道水島本線） - 倉敷市站之間各站 - （步行） - 倉敷站 - （伯備線 - 清音站） - 川邊宿站 - 神邊站之間各站 | 倉敷市站至倉敷站之間車費，再加以清音為邊界，JR和井原鐵道的車費的總和 |
| 總社站 - 清音站 - 神邊站之間各站 - （福鹽線） - 府中站                                                                           | 以神邊為邊界，計算兩間公司的車費的總和                               |
| 總社站 - 清音站 - 神邊站之間各站 - （福鹽線） - 福山站 - （山陽本線、吳線） - 廣島站                                             | 以神邊為邊界，計算兩間公司的車費的總和                               |
| 總社站 - 清音站 - 神邊站之間各站 - （福鹽線） - 福山站 - （山陽本線） - 倉敷站 - 岡山站 - 三石站                                 | 以神邊為邊界，計算兩間公司的車費的總和                               |

### 其他收費
- 包括比賽用單車，一般的摺疊車帶進車箱時，需要支付260日圓手提行李費用。另外，在主要車站內有提供單車租賃服務。
- 在2016年前，毎年1月的開業紀念日（以及就近的星期日）中，於井原鐵道線內（總社站至神邊站之間）每一次乘車只需100日圓（「One coin day」活動）。在2015年開業紀念日起，每年1月11日與星期日進行，當時設有臨時列車，當中該列車是井原線首架設有通過站的列車。[7]
- 在2017年起，毎年1月開業紀念日的就近星期日（2017年は1月8日）中，會舉行「井原線感謝日」。於當日井原鐵道線內，設有整日任乘「井原線1日乘車放題車票」的車費，成人500日圓、兒童300日圓[8][9]。

## 注腳
1. 1 2 3 4 5 6  第33期決算公告，2019年（令和元年）8月30日付「官報」（號外第103號）148頁。
2. ↑  國土交通省鐵道局監修《鉄道要覧》令和元年度版，電氣車研究會，鐵道圖書刊行會
3. ↑  . 鐵道畫刊 (鐵道畫刊社). 1999-04, 33 (4): 70–74 （日语）.
4. ↑  消費税率引き上げに伴う運賃・料金の改定についてPDF（日語） - 井原鐵道，2019年9月5日（2019年11月2日參閲）
5. ↑  井原鉄道株式会社 普通旅客運賃表 （令和元年10月1日改正）PDF（日語） - 井原鐵道，2019年9月5日（2019年11月2日參閲）
6. ↑  鉄道事業の旅客運賃上限変更認可申請書PDF（日語） - 井原鐵道，2019年7月4日（2019年11月2日參閲）
7. ↑  「井原鉄道支援団体が事業計画」中国新聞、2010年6月2日
8. ↑  「井原線感謝デー ～1日乗り放題＆わくわくスタンプラリー～」の開催についてPDF（日語） - 井原鐵道，2016年12月12日
9. ↑  開業２０周年記念「井原線感謝デー」の開催についてPDF（日語） - 井原鐵道，2018年12月12日

## 外部連結
- （日語） 井原鐵道 （页面存档备份，存于）
- （日語） 井原鉄道株式会社的Facebook專頁
- （日語） 井原鉄道株式会社的X（前Twitter）